# Auf den Eicken
Auf den Eicken ist eine Hofschaft in Halver im Märkischen Kreis im Regierungsbezirk Arnsberg in Nordrhein-Westfalen (Deutschland).

## Lage und Beschreibung
Auf den Eicken liegt auf 395 Meter über Normalnull im südwestlichen Halver auf der Wasserscheide zwischen den Flusssystemen der Wupper und der Ennepe. Der Ort ist über eine Zufahrt erreichbar, die bei Eickerhöhe von einer Nebenstraße in Richtung des Halveraner Hauptorts abzweigt. Weitere Nachbarorte sind Hohenplanken, Eickerschmitte, Stöcken, Kreimendahl und Kotten. 
Unmittelbar am Ort verläuft die Trasse der stillgelegten Wuppertalbahn zwischen Halver und Radevormwald. Südöstlich erhebt sich mit 416,0 Meter über Normalnull eine Anhöhe.

## Geschichte
Auf den Eicken wurde erstmals 1480 urkundlich erwähnt, die Entstehungszeit der Siedlung wird aber für den Zeitraum zwischen 1200 und 1300 am Ende der mittelalterlichen Rodungsperiode vermutet. Auf den Eicken war ein Abspliss von Kreimendahl.
Bei Auf den Eicken verlief auf der Trasse der heutigen Kreisstraße K3 eine vermutlich frühgeschichtliche Altstraße von Schwelm über Radevormwald nach Wegerhof vorbei, die als Eisen- und Kohlenstraße genutzt wurde.
Um 1500 ist durch Urkunden belegt, dass der Hof Auf den Eicken zur Hälfte dem bergischen Amt_Beyenburg abgabenpflichtig war. Die Gerichtsbarkeit des Hofs unterstand einem extra für die bergischen Höfe im ansonsten märkisch beherrschten Kirchspiel Halver bestellten bergischem Richter, was häufig zu Streit mit dem für das Kirchspiel eigentlich zuständigen märkischen Gografen führte.
1818 lebten acht Einwohner im Ort. Laut der Ortschafts- und Entfernungs-Tabelle des Regierungs-Bezirks Arnsberg wurde Auf den Eicken als Hof kategorisiert und besaß 1838 eine Einwohnerzahl von 20, allesamt evangelischen Glaubens. Der Ort gehörte zu dieser Zeit der Eickhöfer Bauerschaft innerhalb der Bürgermeisterei Halver an und besaß drei Wohnhäuser, eine Fabrik bzw. Mühle und ein landwirtschaftliches Gebäude.
Das Gemeindelexikon für die Provinz Westfalen von 1887 gibt eine Zahl von 32 Einwohnern an, die in fünf Wohnhäusern lebten.